# Chute du torero après l'estocade
Chute du torero après l'estocade est une suite de quatre planches de la Tauromachie I , (série de 14 eaux-fortes sur cuivre) réalisée en 1951 par Jean-Marie Granier à l'époque où le jeune graveur s'était vu offrir un séjour de deux ans à la Casa de Velázquez, Madrid, en Espagne.

## Contexte
Très marqué par les cogidas, les blessures de torero, Granier en a représenté un très grand nombre sur le vif. La première est l'accrochage de Manolo González pris par un taureau de la ganadería Antonio Urquijo dans la monumental de Las Ventas. La présente gravure toutefois, n'a pas été exécutée pendant une corrida, à partir d'un réel accident, mais tirée de dessins exécutés sur le vif, des caricatures de ses amis de la Casa de Velázquez. Ce n'est qu'à partir de sa neuvième gravure Le Torero est assis par terre, première planche gravée dans les gradins de la Tauromachie II, que l'artiste travaillera en direct.

## Description
Comme La Cornada, et La Cornada avec peón au quite, cette gravure est large, lourde, détaillée, le taureau énorme, le public bien visible à l'arrière. Il y a un aspect naïf que l'on retrouvera jusqu'à la planche 9. Au moment où Granier travaille en direct, le dessin s'allège, se rapproche du croquis enlevé.
Chute du torero après l'estocade se présente sous 7 états, le septième étant probablement définitif et exécuté sur pelure, mais ne donnera lieu à aucun tirage. Les tirages sont faits sur les états 1 à 4, retouchés au crayon, marges coupées, sur Guarro ancien, par l'imprimeur Ruperez. Il existe encore deux dessins préparatoires de ce même sujet.